# 南関東
南関東（みなみかんとう）とは、関東地方の南部または中南部地域を指す一般名称である。東京都、埼玉県、千葉県、神奈川県の1都3県を指す場合が多い。同じく主に関東地方北部の茨城県、栃木県、群馬県を指す呼称として北関東がある。

## 定義
南関東とは、関東地方南部を指す通称である。区域について明確な定義はなく、分野や場面に応じて様々な分類で定義されるが、以下の地域を指す場合に用いられることが多い。
- 一般には、関東地方1都6県のうち、利根川以南である中南部地域一帯（東京都・埼玉県・千葉県・神奈川県）1都3県域を指す場合が多い。
- 首都圏1都7県のうち東京都を含めるのではなく、山梨県を加え、「千葉県・神奈川県・山梨県」3県域を指す名称である場合もある（国政選挙の比例南関東ブロックなど）。
- 東京都を南関東に含める場合は東京都島嶼部も南関東である。

### 都道府県を単位とする分類
1都3県（東京都+埼玉県+千葉県+神奈川県）
東京都、埼玉県、千葉県、神奈川県の1都3県を指して「南関東」と呼ぶ定義は、行政などでも広く見られる。これら1都3県は、行政区域が東京都区部を中心とする東京都市圏に含まれており、3,000万人以上の人口を擁する（東京都1,400万人、神奈川県919万人、埼玉県736万人、千葉県630万人）。これら1都3県は人口密集による特有の問題や政策課題を持っていることから、行政においてこれら課題に対する共通の取り組みが行われることが多い。この代表的な枠組みとして「九都県市首脳会議」（1都3県とこの範囲に含まれる5政令指定都市の首長による会議）が設けられている。
国政選挙の南関東ブロック（千葉県+神奈川県+山梨県）
関東地方1都6県には、日本の総人口の1/3が集中しているので、国政選挙の比例区では東京ブロック、南関東ブロック、北関東ブロックの3地域に分割されている。この場合、東京都は、区部・多摩地域・東京都島嶼部の全域が東京ブロックである。南関東ブロックは東京都を境に南側の千葉県と神奈川県、さらに山梨県を含み、北関東ブロックは東京都を境に北側の茨城県、栃木県、群馬県、埼玉県を含む。
南関東防衛局の管轄範囲（神奈川県+山梨県+静岡県）
防衛省の組織で、防衛施設管理業務を管轄する組織である南関東防衛局は、神奈川県、山梨県、静岡県の3県を管轄範囲としている。
競輪の南関東ブロック（千葉県+神奈川県+静岡県。これ以外の関東と甲信越は「関東ブロック」）
1962年～2007年に存在した各地区の自転車競技会の管轄に基づく。
日本郵便南関東支社の管轄範囲（神奈川県+山梨県）

### 歴史的分類
毛野川・利根川流域以南（前期相模国+安房国+上総国+下総国/後期相模国+武蔵国+安房国+上総国+下総国）
律令制が敷かれた奈良時代から中世までの南関東。
桓武平氏流諸氏（鎌倉氏、三浦氏、千葉氏、北条氏、秩父氏、長尾氏等）が支配した地域。藤原北家流諸氏（宇都宮氏、小田氏、小山氏、結城氏、佐野氏、川野辺氏、比企氏、那須氏等）や清和源氏流諸氏（足利氏、新田氏、佐竹氏、武田氏、等）が支配した地域は北関東。なお、畿内が日本の中心だった時代の陸上交通を元にした地方区分（五畿七道）では、表記の5国に加え常陸国は東海道に属し、桓武平氏流大掾氏や平将門らが支配した時代のみ南関東とみなす考え方もあるが、中世以降は小田氏や佐竹氏の治世であったため事実上は北関東と同一地域とする。
鎌倉周辺の国（相模国+武蔵国+上総国+安房国）
鎌倉時代の南関東。桓武平氏流諸氏の領地内に清和源氏の嫡流源頼朝が鎌倉幕府を開き、北関東以北を基盤とする清和源氏が南関東に進出する第一歩となった。鎌倉を中心とした相模国が南関東の中心だった。
利根川以南
戦国時代後期、小田原に本拠を構え関東を席巻した伊勢平氏流後北条氏を豊臣秀吉・宇都宮国綱・佐竹義重らが制圧し、清和源氏新田氏流徳川家康が関東に入封すると、関東一帯は当時の北関東の勢力であった藤原北家・清和源氏流諸氏の体制で統一された。徳川家康は利根川東遷事業を号令し、江戸湾に注いでいた暴れ川・利根川や太日川（現在の渡良瀬川 - 江戸川）を東遷し、それまで多雨期の氾濫によって湿地帯であった入間川 - 江戸川中下流域低地を開拓（干拓）して江戸の町を確立した。これ以降、利根川を境とした南側を南関東とみなす。現在の一都三県に相当する。関東平野一帯の河川東遷により、以前は自然障壁として関東平野の中央部に広がっていた入間川 - 毛野川に亘る幾多の河川や広大な低湿原地帯が一気に干拓され、従前から藤原北家・清和源氏流諸氏が治めていた一部地域も含め利根川以南地域一帯が南関東の勢力に組み込まれた。この時代、相模国（鎌倉や小田原）から武蔵国（江戸）に南関東の中心が北上した。なお、南関東の重要拠点であった小田原城には藤原北家宇都宮氏流を称す大久保氏が入封し明治時代まで続いた。

### 南関東と東京
南関東には、日本の首都である東京が位置している。東京都区部を中心とする都市圏を指す「首都圏」あるいは「東京圏」という用語が、東京都＋神奈川県＋千葉県＋埼玉県の1都3県のことを指す場合がある。従って、「首都圏」あるいは「東京圏」という用語と、「南関東」という用語とが、同一の範囲のことを指す場合がある。なお、「首都圏」あるいは「東京圏」という場合は、前述の1都3県に加え、東京都心から50km以内の距離に位置し、かつ東京への通勤者も多い茨城県南西部（旧新治県地域と旧西葛飾郡西南端部）も含まれる場合もある。

## 経済

南関東1都3県の人口推移。東京、神奈川、埼玉、千葉の首都圏

## 地理

### 地質
相模トラフと日本海溝、糸魚川静岡構造線に囲まれ、各々異なるプレートが南関東直下に潜り込む複雑な構造である。このため、巨大地震が過去繰り返されており、今後もその危険性が指摘されている。南関東の顕著な被害地震は、1703年（元禄地震）、1855年（安政江戸地震-幕末）、1923年（関東大震災を引き起こした関東地震）など起こっている。元禄と大正は相模トラフを震源地とした巨大地震であった（安政江戸地震のメカニズムは諸説あり決着はついていない。またこの他にも安政の大地震と呼ばれる安政東海地震・南海地震とは別である）。また近年では1987年の千葉県東方沖地震（フィリピン海プレートの内部）、1992年の浦賀水道の地震（太平洋プレートの内部）、1980年や2005年の千葉県北西部の地震（太平洋プレートとフィリピン海プレートの境界付近）などが、震度5弱以上程度の揺れと被害を度々もたらしている。茨城県南部や東京都多摩地域も地震活動か活発である。このように南関東は方々に地震の巣を抱えている。ひとたび大きな地震が起こると人口密集地であるために被害が大きくなり易い。また、小田原など、相模トラフや富士山（富士火山帯）の近くでは、群発地震が起こることもある。関東平野の地盤は軟弱であるため、周辺の山がある地域よりも揺れが大きくなりがちである。

### 地形
- 山：雲取山、高尾山、丹沢山、箱根山、鋸山、武甲山
- 川：江戸川、荒川、多摩川、相模川、酒匂川、利根川、隅田川
- 湖沼：印旛沼、相模湖、芦ノ湖
- 海浜：九十九里浜、湘南

### 気候
全域が太平洋側気候に属しており、一般に年間を通して温暖湿潤な気候であるが、太平洋側に面した平野が広がっていることから夏季の多雨と冬季の少雨・乾燥という傾向が見られる。北関東と比べると冬季の少雨乾燥傾向は弱い。
南部の太平洋岸に近づくにつれ日本海流の影響を受け温暖となる傾向があり、冬にはその傾向がより顕著となる。このような気候を利用し、房総半島南部（南房総）では菜の花の栽培が盛んに行われている。この地域は乾燥しており晴れの日が多く、乾燥した風は、空っ風とも呼ばれる。また、雪は上空の気温が低い（上空1500mで-6℃未満または上空5500mで-30℃未満）所に南岸低気圧や気圧の谷が近づいた場合に限られ、粉雪かドカ雪のパターンが多い。積雪は少なく、特に平野部の東京23区・さいたま市・横浜市・千葉市の大都市周辺では積雪はまれである。しかし、南関東地域でひとたび積雪すると、（都内の場合、積雪は年に数回の割合しか起こらず積雪そのものが珍しいため、5cm程度の積雪で「大雪」と見なされる）すぐに列車の遅れ・運休、道路の渋滞・自動車立ち往生などが発生し、交通機関が麻痺してしまう。なお、週間予報で大雪になることを予測することは難しい。
北部に行くにつれ内陸性気候となり、気温の年較差は大きく冬の乾燥傾向も強くなる。西部は関東山地などの高地があることから中央高地式気候の影響を受けて気候は冷涼となり、冬には平地と異なり10cm以上の積雪が多く見られることがあり、場所や年によっては大雪となる。関東山地では平野部と比べ春の訪れが遅く、秋の訪れは早いが、春は新緑、秋は紅葉が綺麗である。
また都市地域に広く覆われていることから特に東京都内ではヒートアイランド現象がみられ、冬の冷え込みの弱さや夏の猛暑がもたらされ、その現象によって気候修飾を受ける。特に、晴れた冬の夜は郊外に行くにつれ気温が急激に下がり、多摩（特に青梅平野部、八王子）や神奈川県中部（海老名）、埼玉県中西部（鳩山など）、房総半島内陸部（牛久・坂畑）と都心では最低気温に7～10℃もの差がつく事もめずらしくない。

## 歴史
古代、関東地方の平野中央部を流れていた入間川（現在の荒川 - 隅田川）、荒川（現在の元荒川 - 中川）、利根川（現在の葛西用水路 - 古利根川 - 中川 - 隅田川）、渡良瀬川・太日川（現在の江戸川）および毛野川（現在の鬼怒川）は「暴れ川」と呼ばれ、大雨の度に氾濫を繰り返すため中・下流部の低地には湿地帯が広がっていたといわれる。
現在の霞ヶ浦 - 手賀沼を含めた一連の湿地帯が干拓されて耕地となったのは江戸時代以降のことである。徳川家康は江戸に入封した後、旧利根川と旧荒川の瀬替え事業を号令し、江戸湾（走水海）に注いでいた旧利根川と旧渡良瀬川を東遷して毛野川に分流させ、また旧荒川を西遷して旧入間川（現在の荒川 - 隅田川）に合流させる瀬替えを行った。この事業で武蔵国中部 - 常陸国水郷に広がる低湿地や香取海等の浦は干拓されて耕地となり、さらに入間川の河口部（現在の隅田川の河口）は埋め立てられ江戸の下町に生まれ変わったと言われる。この事業の以前、現在の東京日比谷は江戸湾の磯に面した海苔やカキの養殖場であり、また神田付近にあった一山を崩してその土砂を干拓に用いたといわれる。
古代の北関東（関東地方の東山道区域）には毛野国が成立し、一方の南関東には无耶志国が成立していた。毛野国から分国された下野国の国造家一族である下毛野古麻呂は奈良時代、大和朝廷に呼ばれ藤原不比等とともに大宝律令（701年制定）の編纂に従事し、律令制が敷かれた際には武蔵国は東山道の地域区分に割り当てられていたから、当時の武蔵国は北関東と同一地域であったとみなすこともある。その直ぐ後の771年、武蔵国は東海道に編入され、江戸時代以前の地方区分が形作られた。
平安時代、桓武天皇は多くの皇子に恵まれ、その職位を増やすために親王任国制度を作り、上野国、常陸国、下総国をこれに指定した。親王は赴任せずに禄を得られたため、親王の血族で下級貴族であった桓武平氏の勢力が関東一円に広がり坂東平氏が起こった（鎌倉氏、三浦氏、千葉氏等）。坂東平氏は地域に土着し強い勢力を有することになり、鎌倉幕府を起こした清和源氏・源頼朝の一族でさえ坂東平氏一門の北条氏に滅ぼされ、また戦国時代に関東に覇を唱えた伊勢平氏の後北条氏には関東の名門清和源氏流佐竹義重や同里見義康、藤原北家流宇都宮国綱、同結城晴朝も疲弊させられたが、何れも清和源氏を称する勢力（新田氏、徳川氏など）によって制圧された。
制圧の後、鎌倉には清和源氏流足利氏が、また小田原には藤原北家宇都宮氏流を称す大久保氏が配置されこれを統治した。この期間、鎌倉は和賀江島を拠点とする宋や元との交易によって富を得て、また鎌倉から関東各地には鎌倉街道が設けられ、南関東の中核として大いに繁栄した。
江戸時代、徳川幕府は先述の利根川東遷により江戸から北関東に至る水路を確保し、北関東・陸奥国と江戸を結ぶ物流水路を整備することに成功した。この水路整備こそが江戸の町を世界に名だたる大都市とする基盤となったのである。徳川家は腹心・譜代の旗本等（何れも藤原北家・清和源氏の諸流一族）を関東各地に配し、明治維新によって王政復古・版籍奉還がなされるまで、関東一帯はいわば藤原北家・清和源氏流諸氏が支配する土地となり、逆にこれが関東の文化を比較的画一化・平坦化したと言える。
江戸時代も末期になると、南関東は将に異国人と直接接する機会も多くなり、生麦事件などの外国人殺傷事件もしばしば起きるようになった。明治時代以降、南関東には貿易港が確立して巨額の富を得ることとなり、この富を利用した政策が採られるようになった。
明治政府が中央集権体制を成立させて以降は、急速な近代化と一極集中型経済政策により、政権の所在地である東京とその近辺は、急激な変化の渦中に巻き込まれた。
「南関東」という場合、狭義では「東京とその近辺」を指すこともあるが、実際には南房総や伊豆半島のように「『東京とその近辺』よりも南側の地域」が存在するため、注意を必要とする。

### 特徴
このように、東京湾の近くには、鎌倉には鎌倉幕府、江戸（明治以後の東京）には徳川幕府や明治政府といった政府が置かれていた。この東京湾近辺の政権の特徴として、畿内（近畿地方）と陸奥国（東北地方太平洋側）の間に位置する「東の拠点」としての位置付けが大きい。
南関東は、政権基盤になりやすかったという事情もある。佐藤博信や岡野友彦によれば、中世の関東は領主制の形態が、利根川を境として、東上野・下野・常陸・下総・上総・安房（A地域）と、上野・武蔵・相模・伊豆（B地域）に分かれていた。A地域は、伝統的な豪族層が支配する地域で、総領制の縦社会を構成しており、政権には従順ではなかった。それに対してB地域はフラットな一揆を構成しており、政権に従順だった。後北条氏が「関東八州体制」を確立するまでは、A地域とB地域は対立関係にあり、政権はB地域の中小国人層を政権基盤として、A地域の大豪族と対峙していたという。
鎌倉幕府や徳川幕府が文治支配を敷いた時代には、武士団や地方王国が濫立しており、どちらかといえば地方分権的で、「関東平野の独立国家」という色が濃かった。

### 歴史地理学
南関東は、政権の置かれた場所、街道の整備、防御性、経済の発展などによってその領域が変化し、領域内の地勢も変化して来た。

#### 地理的一体性がない時代
律令制度下の五畿七道の区分では、「東山道の碓氷関（碓氷峠）から東の国」である上野国と下野国が東山道に属し、「東海道の足柄関（箱根峠）から東の国」である相模国・武蔵国・安房国・上総国・下総国・常陸国が東海道に属していた。
但し、武蔵国は沿岸国ではあるが、東海道に転属したのは770年以後であり、それ以前の武蔵国は東山道に属していた。これは、『日本書紀』の安閑天皇紀に武蔵国造の内紛に後の上野国の豪族である上毛野国造が直接介入したとあることから、令制国成立当初には武蔵国が未だ上野国の影響下にあったからではないかと言われている。
当時の国府所在地を見ると、武蔵国においては甲府盆地から関東平野に出た最初の平地である武蔵府中に、相模国、安房国、上総国、下総国、常陸国では、箱根・足柄を越えて関東に入ってすぐ相模川手前の小田原・大磯・平塚付近、相模湾沿いに進んで三浦半島を渡り内房を南下した三芳、内房を北上してすぐの市原、沿岸にさらに北上した太日川手前の市川、香取海を渡った対岸の石岡（旧称：常陸府中）、そして上野国、下野国では碓氷峠を越えて関東平野に出た最初の平地である前橋、足尾山地の南端を回って毛野川手前の栃木という風に置かれていた。つまり、東山道グループの上野国・下野国、内陸グループの武蔵国、東海道グループの相模国・上総国・安房国・下総国・常陸国と分かれていた。
五畿七道の国府は、下行する貴族や官僚の利便性が良く、防御や水利の良い土地に置かれた。また、当時の統治体制は、大和王権に近しい京の権力者が日本各地に領地を私有し統治する構造であったため、南関東・関東地方も同様に、全体としての地理的一体性がなく、分割統治されていた。
また、律令時代の南関東は流刑における遠流の地であったため、遠隔地であったにもかかわらず比較的身分の高い人物が土着し、地域文化やその後の統治体制などに大きな影響を与えた事例も見受けられる。

#### 畿内vs南関東、東海道の縦深防御の時代
このような畿内の認識に対して、関東一帯は馬の産地として、機動性に優れた軍事力を持つ武士団が台頭し、将来の独自政権の地盤が作られて行った。平安時代後半に、下級貴族として地方に土着化した軍事貴族の平氏と源氏が、日本各地で棟梁となって権力争いをするようになると、蛭ヶ小島（伊豆国）に配流されていた源頼朝を頂いて、南関東は軍事的に一体化する。当時の南関東は北条氏や千葉一族、三浦一族など坂東平氏の地盤であったが、北関東の足利氏、小山氏、結城氏、八田氏、宇都宮氏、後に新田氏や佐竹氏らの勢力も背後に従えると、南関東・鎌倉の地に武士政権を打ち立てた。
朝廷と鎌倉幕府という二つの政権が並立すると、東海道の自然障壁である由比 - 富士山 - 箱根峠 - 伊豆半島を第一の防衛線として、鎌倉幕府（本拠地：鎌倉）、戦国時代には後北条氏（本拠地：小田原）の地盤となった。天正時代には、徳川家康が岡崎や浜松や駿府（明治以後の静岡）などを本拠地にして海道（東海地方）の覇者として君臨し、やがて箱根峠以東に位置する江戸に本拠地を移し、1603年3月24日に徳川幕府を樹立した。
いずれの政府も、畿内に対して東海道の箱根峠と由比を大きな楯とした縦深防御を敷き、南関東は一体化して発展した。

#### 江戸を中心とした五街道の時代
徳川幕府は五街道を整備し、関東地方には江戸を中心とした放射状の道路網が整備され、「直線的」な縦深防御の都市配列から、「放射状」の都市配列へと変遷した。南関東と畿内との間には、陸路では東海道と中山道（含甲州街道）が、海路では太平洋経由の航路が整備された。一方、陸奥との間には、陸路では日光街道（奥州街道）や水戸街道（明治以後の陸前浜街道）が、海路では江戸湾 - 利根川 - 荒川の流通ルートが確立した。
更に、参勤交代によって江戸が情報の集散地として、大名たちが江戸の藩邸に地方の富を持ち込むようになると、日本の富が江戸に集中する。そして、律令時代以後の日本において、畿内以外で初めて、畿内を超える日本の中心地となった。また、徳川幕府によって、印旛沼の干拓や武蔵野台地の新田開発も実施され、「南関東」または「関東」という「面」の広がりを持つようになった。
江戸時代を通じ、参勤交代の隊列に入った地方の下級武士が江戸で生活し、また、土地を相続できない農家の次男以下が、養子縁組や丁稚奉公で江戸に出てきた。更には東北地方などで飢饉が起きる度に、江戸には農業を放棄した無宿人が大量に流入するようになる。このため、特に1800年以後の江戸の人口の多くは、無産階級で形成された。そして、それまでの日本の貴族・武家文化のような富裕層・支配階級の文化から、無産階級の庶民文化・大衆文化が江戸で花開き、現代に受け継がれている。

#### 日本の中心になる時代
江戸城を中心とした徳川幕府は明治政府に倒されたが（明治維新）、皇族は京都御所ではなく江戸城に住居を移した。この時、江戸は東京と改名されて、薩長と天皇が率いる明治政府の本拠地として、国家機関も置かれて実質上の首都になった。こうして、東京は畿内以外で中央集権型政府の所在地としては初の都市となった。中央集権体制によって、江戸時代の天領以外からも税が集まった東京は、日本の富を独占するかのような発展を始め、人口も急増した。
鉄道路線の基点にもなり、外国との交流窓口となった。明治以前の日本では、外交窓口である港（難波津、福原、博多、長崎）と政府所在地（奈良、大宰府、京都、江戸）とは、地理的な理由の他に、外国由来の伝染病の蔓延や、外国経済との連動を防ぐなどの理由によって離れているのが通例であった。しかし、明治以後の近代国家となった日本では、政府所在地である東京と、幕末に開港した外港の横浜との間に鉄道が敷かれ、外交と内政が密接になった。また、経済や文化においても、内外が密接になり、東京と横浜は、西日本の神戸などと共に、西洋文化の窓口となり文明開化をもたらした。

#### 郊外化とドーナッツ現象の始まり
1923年9月1日に発生した関東大震災により、都市の構造が大きく変化した。震災後は、東京市の被災地から逃れて、隣接する郡部に移住する者が出現して郊外化が進んだ。また、中京や畿内をはじめとした他都市に移住する者もあり、大阪市が日本最大の市となる一方、東京市も横浜市も人口が減少した。
第二次世界大戦中には、1945年3月10日の東京大空襲を始めとして、千葉、東京、川崎、横浜、横須賀などの都市は、軒並み烈しい空襲に見舞われた。地方の小都市や村落に疎開する者が次々と現れ、都市部の人口は減少した。戦後も食糧難からすぐには人口が回復しなかった。復興後も職住分離が進み、都心部の人口減と郊外化、ドーナツ化現象は20世紀末頃まで続いた。

## 備考
- 地方競馬（公営競馬）で大井競馬場（東京都品川区）、川崎競馬場（神奈川県川崎市川崎区）、船橋競馬場（千葉県船橋市）、浦和競馬場（埼玉県さいたま市南区）の4競馬場を「南関東4競馬場」（略称は南関（なんかん）競馬）と総称し、この4場では一体化した競走体系によって開催されている。
- 競輪では、現在のJKAの前身となった全国8地区の組織のうちの、南関東自転車競技会の管轄地域が千葉・神奈川・静岡の3県であり、統括組織がJKAとして統合された現在でもこの3県が南関東地区であり、競輪選手の選手会は現在でもこの3県を持って南関東地区として組織されている。このため、レースにおいて組まれるラインでも千葉、神奈川に静岡を加えた地区の選手が組むライン（2県の選手だけの場合も含む）を「南関（なんかん）ライン」と呼び、東京と埼玉は群馬・栃木・茨城・山梨・長野・新潟とともに「関東ライン」に含まれる。
- 都市対抗野球大会の地区割りでは埼玉・千葉で南関東ブロックを構成する（ただし、これは東京及び神奈川が都県単位で出場枠を持っているためでもある）[注 3]。
- 日本郵便株式会社は神奈川・山梨の2県を南関東支社（横浜市）の管轄としている。一般的な南関東のうち東京都は東京支社、埼玉・千葉の両県は北関東の茨城・栃木・群馬3県とともに関東支社（さいたま市）の管轄である。
- NHK総合テレビで平日夕方に放送されている関東地区向けローカルニュース番組『首都圏ネットワーク』では、18:30より南関東4県向けに特化した「あなたと、ちかさと」[注 4]と題した情報コーナーが2020年春改編より設けられた[4]が、1年で廃止された。
- また同じくNHKの総合テレビ・Eテレの常時同時配信・見逃し番組配信サービス「NHKプラス」では、埼玉県、千葉県、東京都および神奈川県の各区域を合わせた区域を南関東エリアとしている[5]。
- 内閣府が設定した首都直下地震（南関東直下地震）の想定震源域には、東京都・神奈川県・埼玉県・千葉県に加え、茨城県西南部も含まれている。